# Ngọ Duy Hiểu
Ngọ Duy Hiểu (sinh ngày 5 tháng 2 năm 1973) là một chính trị gia người Việt Nam. Ông hiện là Chủ tịch Công đoàn Viên chức Việt Nam, Phó Chủ tịch Ban Chấp hành Tổng Liên đoàn Lao động Việt Nam. Ông từng là đại biểu Quốc hội Việt Nam khóa XIV nhiệm kì 2016-2021, thuộc đoàn đại biểu quốc hội thành phố Hà Nội, Ủy viên Hội đồng Dân tộc của Quốc hội Việt Nam. Ông đã trúng cử đại biểu quốc hội lần đầu năm 2016 ở đơn vị bầu cử số 8 (gồm Ba Vì, Phúc Thọ, Thạch Thất, thị xã Sơn Tây), thành phố Hà Nội với tỉ lệ 72,34% số phiếu hợp lệ, Thành ủy viên Thành ủy Hà Nội, Phó Trưởng Đoàn chuyên trách Đoàn đại biểu Quốc hội thành phố Hà Nội, Bí thư Huyện ủy Phúc Thọ, thành phố Hà Nội, Bí thư Thành đoàn Hà Nội.

## Xuất thân
Ngọ Duy Hiểu sinh ngày 5 tháng 2 năm 1973, quê quán ở thị trấn Thiệu Hóa, huyện Thiệu Hóa, tỉnh Thanh Hoá. Ông hiện cư trú ở phường Kim Liên, quận Đống Đa, thành phố Hà Nội.

## Giáo dục
Từ tháng 9 năm 1987 đến tháng 5 năm 1990, ông học trung học phổ thông (hệ 12/12) tại tỉnh Thanh Hóa. Ông làm lớp phó, bí thư chi đoàn, ủy viên ban thường vụ Đoàn Thanh niên Cộng sản Hồ Chí Minh của trường.
Từ tháng 9/1990 đến tháng 5/1995, ông là Sinh viên khoa Tư pháp, trường Đại học Luật Hà Nội (Lớp phó, Bí thư chi đoàn, Lớp trưởng, Ủy viên Ban Chấp hành Hội Sinh viên trường Đại học Luật Hà Nội). Ông tốt nghiệp thủ khoa Đại học Luật Hà Nội, chuyên ngành Tư pháp.
Từ 1999 đến 2001, ông học cao học Luật tại Học viện Chính trị Quốc gia Hồ Chí Minh (Học viện Báo chí và tuyên truyền), chuyên ngành Chính trị học. Ông có bằng Thạc sĩ Luật học. Tiêu đề luận văn Thạc sĩ Luật học: “Đổi mới tư duy pháp lý về đấu tranh phòng chống tham nhũng ở Việt Nam hiện nay”.
Tháng 5 năm 2011, ông theo học chương trình đào tạo tiến sỹ Luật học tại trường Đại học Luật Hà Nội.
Ông có bằng Cao cấp lí luận chính trị.

## Sự nghiệp

### Giảng viên Đại học Luật Hà Nội
Ông gia nhập Đảng Cộng sản Việt Nam vào ngày 29/12/1994.
Ngay sau khi tốt nghiệp thủ khoa Đại học Luật Hà Nội, từ tháng 6/1995 đến tháng 1/2004, ông ở lại trường làm giảng viên Bộ môn Luật Hình sự, khoa Tư pháp, Đại học Luật Hà Nội (Bí thư Chi đoàn giáo viên, cố vấn Câu lạc bộ Luật gia trẻ, Luật sư Đoàn Luật sư Hòa Bình).
Ông làm luật sư gần 9 năm.

### Công tác thanh niên thành phố Hà Nội
Ông có 8 năm làm công tác thanh niên ở thành phố Hà Nội.
Từ tháng 1/2004 đến tháng 5/2004, ông là chuyên viên Ban Tổ chức – Kiểm tra Thành đoàn Hà Nội.
Từ tháng 5/2004 đến tháng 3/2005, ông là Phó Ban Tổ chức – Kiểm tra Thành đoàn; Ủy viên Ban Chấp hành Thành đoàn Hà Nội (1/2005).
Từ tháng 3/2005 đến 1/4/2008, ông là Ủy viên BCH Thành đoàn, Đảng ủy viên khối Dân – Chính – Đảng, Bí thư Đoàn khối Dân – Chính – Đảng thành phố Hà Nội.
Từ 15/8/2007 đến tháng 12/2007, ông là Thư ký của Phó Bí thư thường trực Thành ủy Hà Nội.
Từ tháng 12/2007 đến tháng 5/2009, ông là Phó Bí thư thường trực Thành đoàn Hà Nội.
Từ tháng 12/2007 đến tháng 12/2007, ông là Chủ tịch Hội Sinh viên thành phố Hà Nội.
Từ tháng 12/2007 đến tháng 4/2008, ông là Giám đốc Cung Thiếu nhi Hà Nội.
Từ tháng 12/2007 đến tháng 7 năm 2008, ông là Phó Chủ tịch Trung ương Hội Sinh viên Việt Nam.
Từ tháng 5/2009 đến tháng 5 năm 2011, ông là Bí thư Thành đoàn Hà Nội, Ủy viên Ban Thường vụ Ban Chấp hành Trung ương Đoàn Thanh niên Cộng sản Hồ Chí Minh, Bí thư Đảng ủy cơ quan Thành đoàn; Đảng ủy viên khối các cơ quan Thành phố; Ủy viên Ủy ban Mặt trận Tổ quốc Việt Nam thành phố Hà Nội; Thành ủy viên thành phố Hà Nội.
Tháng 5 năm 2011, ông ứng cử Đại biểu Quốc hội Việt Nam khóa 13 và đại biểu Hội đồng nhân dân thành phố Hà Nội nhiệm kì 2011-2016.

### Bí thư huyện ủy Phúc Thọ, Hà Nội
Theo quyết định được công bố ngày 15 tháng 6 năm 2012, từ vị trí Thành ủy viên, Bí thư Thành đoàn Đoàn Thanh niên Cộng sản Hồ Chí Minh thành phố Hà Nội, ông được Thành ủy Hà Nội luân chuyển, điều động làm Bí thư Huyện ủy Phúc Thọ, Hà Nội. Ông đã chủ động đề xuất về việc luân chuyển này và tình nguyện nhận nhiệm vụ ở địa bàn khó khăn, xa trung tâm, để được trải nghiệm những thử thách mới trong công việc. Phúc Thọ là một huyện có địa bàn rộng với 23 xã, thị trấn, nơi cách xa trung tâm huyện nhất là hơn 20 km. Trong khoảng thời gian từ năm 2012 đến năm 2013, theo sáng kiến của ông, Ban Thường vụ Huyện ủy Phúc Thọ đã tổ chức khóa học trang bị kiến thức, kỹ năng, phương pháp xử lý công việc cho cán bộ, công chức dưới 40 tuổi, đang công tác trong các cơ quan Đảng Cộng sản Việt Nam, Mặt trận Tổ quốc Việt Nam và các đoàn thể khác.
Ngày 3 tháng 8 năm 2015, tại Đại hội Đại biểu Đảng bộ huyện Phúc Thọ lần thứ 20, ông tái đắc cử Bí thư Huyện ủy Phúc Thọ, Hà Nội nhiệm kỳ 2015 - 2020.
Ngày 28 tháng 7 năm 2016, Ban Thường vụ Thành ủy Hà Nội đã ban hành Quyết định số 1117 về việc phân công ông Ngọ Duy Hiểu - Thành ủy viên thôi tham gia Ban Chấp hành, Ban Thường vụ, thôi giữ chức Bí thư Huyện ủy Phúc Thọ nhiệm kỳ 2015-2020, nhận công tác tại Đoàn đại biểu Quốc hội thành phố Hà Nội, giữ chức Phó trưởng Đoàn đại biểu Quốc hội chuyên trách thành phố Hà Nội khóa XIV. Người thay thế ông làm Bí thư Huyện ủy Phúc Thọ là Hoàng Mạnh Phú.

### Đại biểu Quốc hội Việt Nam khóa 14 Hà Nội nhiệm kì 2016-2021
Ông từng là Thành ủy viên, Phó Trưởng Đoàn chuyên trách Đoàn đại biểu Quốc hội thành phố Hà Nội, Ủy viên Hội đồng Dân tộc của Quốc hội.
Sáng ngày 21 tháng 11 năm 2017, thảo luận dự luật Phòng, chống tham nhũng sửa đổi, ông cho rằng các đối tượng phải kê khai tài sản ngoài vợ chồng hoặc con chưa thành niên, cần quy định thêm cả bố, mẹ, con đã thành niên.

### Công tác ở Tổng Liên đoàn Lao động Việt Nam
Ngày 26 tháng 5 năm 2017, ông được tiếp nhận và bổ nhiệm làm Trưởng ban Quan hệ lao động, Tổng Liên đoàn Lao động Việt Nam theo Quyết định số 968/QĐ-TLĐ, ngày 19.5.2017 của Đoàn Chủ tịch Tổng Liên đoàn Lao động Việt Nam, thời hạn 5 năm, kể từ ngày 19 tháng 5 năm 2017.
Ngày 25 tháng 9 năm 2018, ông được Hội nghị lần thứ nhất Ban Chấp hành Tổng Liên đoàn Lao động Việt Nam khóa XII, nhiệm kỳ 2018 - 2023 bầu làm Phó Chủ tịch Ban Chấp hành Tổng Liên Đoàn Lao động Việt Nam
Ngày 15 tháng 11 năm 2018, tại Hà Nội, Tổng Liên đoàn lao động Việt Nam tổ chức Lễ trao Quyết định bổ nhiệm Chủ tịch Công đoàn Viên chức Việt Nam. Tại buổi lễ, Chủ tịch Tổng Liên đoàn Lao động Việt Nam Bùi Văn Cường đã trao quyết định bổ nhiệm Chủ tịch Công đoàn Viên chức Việt Nam cho Phó Chủ tịch Tổng Liên đoàn Lao động Việt Nam Ngọ Duy Hiểu.
Ngày 25 tháng 3 năm 2019, Thủ tướng Chính phủ vừa bổ nhiệm ông Ngọ Duy Hiểu, Phó Chủ tịch Ban Chấp hành Tổng Liên đoàn Lao động Việt Nam, giữ chức Phó Chủ tịch Hội đồng tiền lương quốc gia Việt Nam thay ông Mai Đức Chính đã nghỉ hưu.
Ngày 20 tháng 07 năm 2020, ông tham gia Lớp bồi dưỡng kiến thức mới cho cán bộ quy hoạch cấp chiến lược khóa XIII, lớp thứ năm (Lớp bồi dưỡng kiến thức mới).
Ngày 01 tháng 10 năm 2023, Đại hội Công đoàn Viên chức Việt Nam lần thứ VI đã ra mắt Ban Thường vụ Công đoàn Viên chức Việt Nam gồm 12 người. Đồng chí Ngọ Duy Hiểu, Phó Chủ tịch Tổng Liên đoàn Lao động Việt Nam kiêm Chủ tịch Công đoàn Viên chức Việt Nam khoá V, đã tái đắc cử Chủ tịch Công đoàn Viên chức Việt Nam khóa VI, nhiệm kỳ 2023-2028.

## Khen thưởng
- Danh hiệu “Người tốt, việc tốt” cấp thành phố Hà Nội[3]
- Thủ khoa Đại học Luật Hà Nội[3]
- Bằng khen của Thủ tướng Chính phủ Việt Nam[3]
- Nhiều bằng khen của Trung ương và thành phố Hà Nội[3]
- Huân chương Lao động hạng Ba năm 2014